# Tour de France de 1959
O Tour de France 1959 foi a 46º Volta a França, teve início no dia 25 de Junho e concluiu-se em 18 de Julho de 1959. A corrida foi composta por 22 etapas, no total mais de 4391 km, foram percorridos com uma média de 35,474 km/h.

## Resultados

### Classificação geral
| Pos | Nome                 | País          | Equipa | Tempo        |
| --- | -------------------- | ------------- | ------ | ------------ |
| 1   | Federico Bahamontes  | Espanha       |        | 123h 46' 45" |
| 2   | Henry Anglade        | França        |        | 4' 01"       |
| 3   | Jacques Anquetil     | França        |        | 5' 05"       |
| 4   | Roger Rivière        | França        |        | 5' 17"       |
| 5   | François Mahe        | França        |        | 8' 22"       |
| 6   | Ercole Baldini       | Itália        |        | 10' 18"      |
|     | Jan Adriaensens      | Bélgica       |        | s.t.         |
| 8   | Jos Hoevenaers       | Bélgica       |        | 11' 02"      |
| 9   | Gérard Saint         | França        |        | 17' 40"      |
| 10  | Jean Brankart        | Bélgica       |        | 20' 38"      |
| 11  | Eddy Pauwels         | Bélgica       |        | 22' 20"      |
| 12  | Charly Gaul          | Luxemburgo    |        | 23' 59"      |
| 13  | Louis Bergaud        | França        |        | 36' 54"      |
| 14  | Fernando Manzaneque  | Espanha       |        | 57' 29"      |
| 15  | Jean Dotto           | França        |        | 1h 00' 04"   |
| 16  | André Darrigade      | França        |        | 1h 03' 01"   |
| 17  | Jozef Planckaert     | Bélgica       |        | 1h 05' 00"   |
| 18  | Lothar Friedrich     | Alemanha      |        | 1h 11' 51"   |
| 19  | Brian Robinson       | Reino Unido   |        | 1h 12' 11"   |
| 20  | Michel Vermeulin     | França        |        | 1h 16' 10"   |
| 21  | Rolf Graf            | Suíça         |        | 1h 19' 32"   |
| 22  | Michel Van Aerde     | Bélgica       |        | 1h 19' 35"   |
| 23  | Armand Desmet        | Bélgica       |        | 1h 23' 07"   |
| 24  | Joseph Thomin        | França        |        | 1h 33' 34"   |
| 25  | Marcel Janssens      | Bélgica       |        | 1h 40' 39"   |
| 26  | Marcel Queheille     | França        |        | 1h 42' 22"   |
| 27  | Piet Damen           | Países Baixos |        | 1h 42' 26"   |
| 28  | Raphaël Geminiani    | França        |        | 1h 43' 57"   |
| 29  | Raymond Hoorelbeke   | França        |        | 1h 44' 35"   |
| 30  | Michele Gismondi     | Itália        |        | 1h 45' 19"   |
| 31  | Alfred De Bruyne     | Bélgica       |        | 1h 48' 50"   |
| 32  | Robert Cazala        | França        |        | 1h 49' 59"   |
| 33  | Marcel Ernzer        | Luxemburgo    |        | 1h 50' 33"   |
| 34  | Jean Forestier       | França        |        | 1h 50' 45"   |
| 35  | Jean Graczyk         | França        |        | 1h 56' 50"   |
| 36  | Ernesto Bono         | Itália        |        | 1h 57' 48"   |
| 37  | Vic Sutton           | Reino Unido   |        | 1h 58' 34"   |
| 38  | Aurelio Cestari      | Itália        |        | 1h 59' 31"   |
| 39  | Manuel Busto         | França        |        | 1h 59' 37"   |
| 40  | Julio San Emeterio   | Espanha       |        | 2h 01' 51"   |
| 41  | Adolf Christian      | Áustria       |        | 2h 06' 10"   |
| 42  | Nello Fabbri         | Itália        |        | 2h 07' 29"   |
| 43  | Carmelo Morales      | Espanha       |        | 2h 08' 43"   |
| 44  | Fernand Picot        | França        |        | 2h 11' 49"   |
| 45  | Aldo Bolzan          | Itália        |        | 2h 15' 20"   |
| 46  | Félix Lebuhotel      | França        |        | 2h 17' 06"   |
| 47  | José Gomez del Moral | Espanha       |        | 2h 19' 21"   |
| 48  | Valentin Huot        | França        |        | 2h 21' 00"   |
| 49  | Franz Reitz          | Alemanha      |        | 2h 22' 22"   |
| 50  | Jaap Kersten         | Países Baixos |        | 2h 24' 38"   |
| 51  | Marcel Rohrbach      | França        |        | 2h 25' 13"   |
| 52  | Arrigo Padovan       | Itália        |        | 2h 25' 48"   |
| 53  | Martin Van Geneugden | Bélgica       |        | 2h 26' 21"   |
| 54  | Edouard Delberghe    | França        |        | 2h 26' 32"   |
| 55  | Ernst Traxel         | Suíça         |        | 2h 33' 18"   |
| 56  | Joseph Groussard     | França        |        | 2h 33' 36"   |
| 57  | Waldemaro Bartolozzi | Itália        |        | 2h 35' 07"   |
| 58  | Juan Campillo        | Espanha       |        | 2h 35' 09"   |
| 59  | Louis Rostollan      | França        |        | 2h 38' 40"   |
| 60  | Pierino Baffi        | Itália        |        | 2h 44' 08"   |
| 61  | Kamiel Buysse        | Bélgica       |        | 2h 46' 36"   |
| 62  | Tino Sabbadini       | França        |        | 2h 53' 15"   |
| 63  | Max Bleneau          | França        |        | 2h 54' 28"   |
| 64  | Dino Bruni           | Itália        |        | 3h 05' 13"   |
| 65  | Louis Bisilliat      | França        |        | 3h 12' 35"   |

### Classificação por equipas
Dez equipas nacionais e regionais competiram no Tour de 1959:
| Pos | Equipa                   | Tempo        |
| --- | ------------------------ | ------------ |
| 1   | Bélgica                  | 372h 02' 13" |
| 2   | França                   | 31' 25"      |
| 3   | Centre-Midi              | 59' 01"      |
| 4   | Oeste-Sudoeste           | 1h 17' 38"   |
| 5   | Espanha                  | 2h 17' 22"   |
| 6   | Itália                   | 3h 11' 27"   |
| 7   | Países Baixos-Luxemburgo | 3h 15' 00"   |
| 8   | Suíça-Alemanha           | 4h 11' 47"   |
| 9   | Internacional            | 4h 34' 57"   |
| 10  | Paris Nordeste           | 4h 45' 19"   |